# Toro embolado (Los Barrios)
La fiesta del 'Toro embolao', una de las más afamadas del municipio en las últimas décadas, consiste en correr un toro embolado por las calles del municipio hasta llegar a la plaza de toros.
Esta celebración, que tiene lugar en el municipio de Los Barrios durante la jornada del Domingo de Resurrección, también cuenta con una verbena organizada la peña cultural taurina "El toro embolao" la noche anterior al encierro.

## Origen
Los orígenes de la fiesta del toro embolao se remontan a 1980, año en que empezó siendo un pequeño encierro. A partir de entonces, año tras año, esta celebración ha ido incorporando nuevos elementos hasta convertirla en un acontecimiento muy esperado entre los vecinos de esa comarca, congregando a unas 12.000 personas, y un importante revulsivo económico para el municipio.

## Descripción del festejo
El toro embolado es una fiesta celebrada en Los Barrios el Domingo de Resurrección donde un toro y mozos y mozas corren las calles y avenidas de la ciudad hasta llegar a la plaza toros donde al toro se le deja en el ruedo mientras que los asistentes esquivan las embestidas del animal.
El Recorrido empieza en la calle Padre Dámaso para continuar por la rotonda del Escudo de la Villa, la avenida Carlos Cano, la calle Padre Juan José y llegar a la plaza de toros La Montera.
Además del recorrido, la noche anterior en las inmediaciones Plaza Toros La Montera Los Barrios la peña cultural taurina "EL toro embolao" organiza una verbena donde personas de todo el campo de Gibraltar se acercan a disfrutar de la noche.

## Reconocimientos
- En enero de 2014, el Ayuntamiento de Los Barrios promovió la solicitud para declarar el toro embolado del municipio como Fiesta de Interés Turístico de Andalucía.[9][10][11]

## Críticas
A pesar de que esta celebración es de gran interés en la comarca, cada año recibe críticas argumentando el maltrato que reciben los toros y las vaquillas. Esta tradición cumple los requisitos establecidos de la ley.